# Ludwig von Fischer (Politiker, 1832)

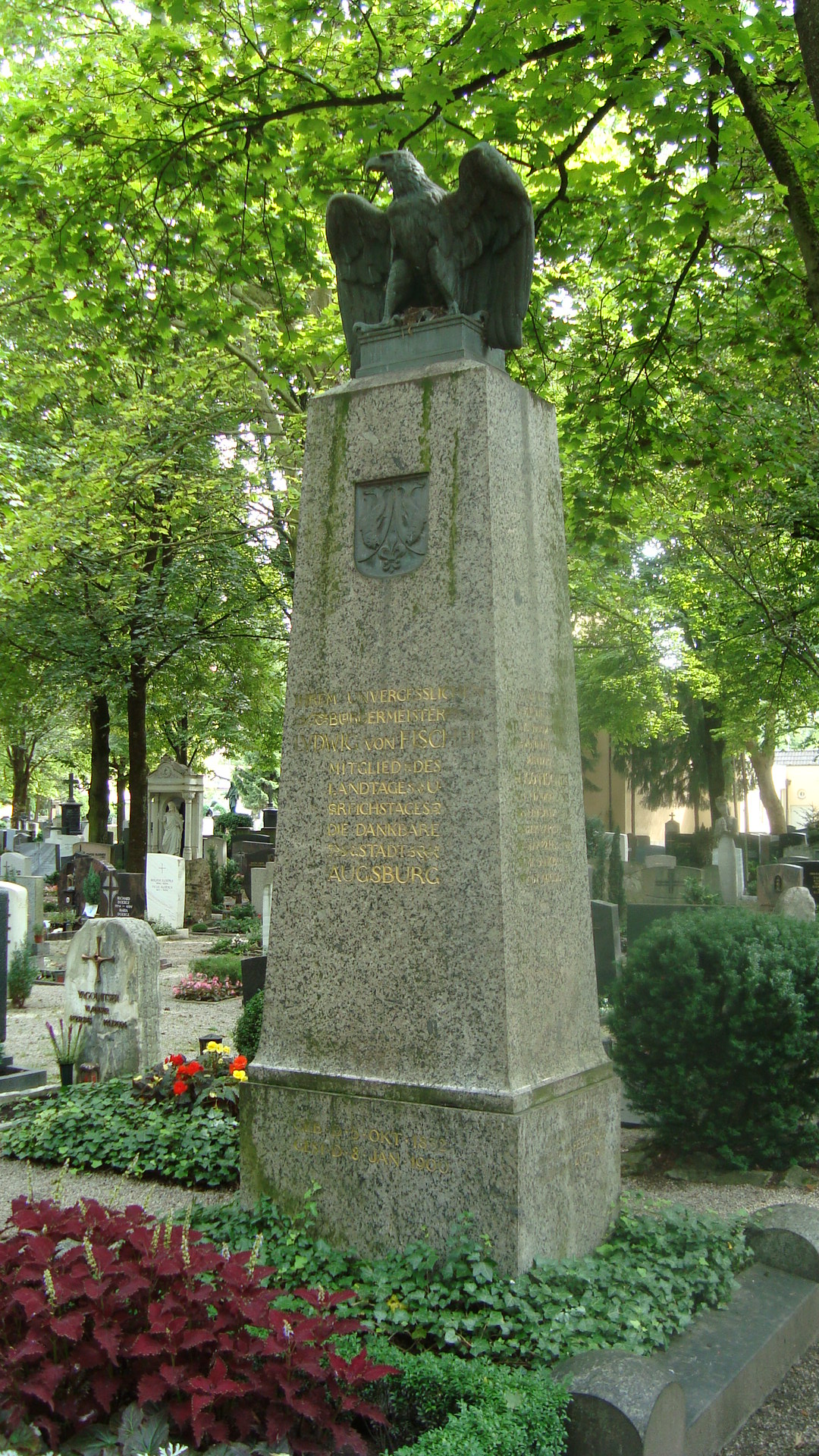
Grabmal von Ludwig von Fischer am Katholischen Friedhof Hermanstraße in Augsburg, Foto: 2014

Ludwig Friedrich Alexander von Fischer (* 5. Oktober 1832 in Sulzbach; † 8. Januar 1900 in Augsburg) war ein deutscher Politiker. Er war von 1866 bis 1890 Bürgermeister der Stadt Augsburg. Später wurde er auch Mitglied des bayerischen Landtags und des Reichstags des Deutschen Reiches.

## Leben
Fischer wurde als Sohn eines Advokaten, der sich in der Paulskirchen-Bewegung betätigte, in Sulzbach geboren. Er besuchte das Gymnasium bei St. Stephan in Augsburg und studierte von 1850 bis 1854 an den Universitäten in München und Berlin die Rechtswissenschaften. Von 1854 bis 1862 war er als Praktikant und Akzessist zunächst beim Landgericht Göggingen tätig. Später war er auch beim Kreis- und Stadtgericht Augsburg und bei der Kreisregierung tätig. Seit August 1862 war er zweiter Bürgermeister und nach der erfolgreichen Wiederwahl im Januar 1866 Bürgermeister auf Lebenszeit. Im Mai 1866 wurde er Erster Bürgermeister von Augsburg. Er übte sein Amt insgesamt 34 Jahre lang aus, länger als jeder andere Bürgermeister der Stadt.
Ab April 1863 war er Mitglied des Landtages für die Fortschrittspartei, für die er von 1863 bis 1869 für Immenstadt, von 1869 bis 1881 für Augsburg, von 1881 bis 1887 für Bayreuth und anschließend wieder für Augsburg ins Parlament gewählt wurde. Fischer war Mitglied im Sozialgesetzgebungsausschuss, wo er Referent für Fragen des Heimatrechts war. Im Juli 1870 stimmte er für den Bündnisfall gegen Frankreich, nach der Reichsgründung im Jahr 1871 trat er aber für bayerische Reservatrechte ein. In der Reichspolitik war er Anhänger von Bismarck. Von 1871 bis 1874 war er Mitglied des Reichstages für den Wahlkreis Schwaben 1 (Augsburg) und gehörte zur Fraktion der Liberalen Reichspartei. Von 1884 bis 1890 vertrat er den Wahlkreis Württemberg 14 (Heidenheim-Ulm) und von 1898 bis 1900 den Wahlkreis Oberfranken 2 (Bayreuth).
Im Jahr 1891 gehörte Fischer dem ersten Präsidium des Alldeutschen Verbands an.

## Ehrungen

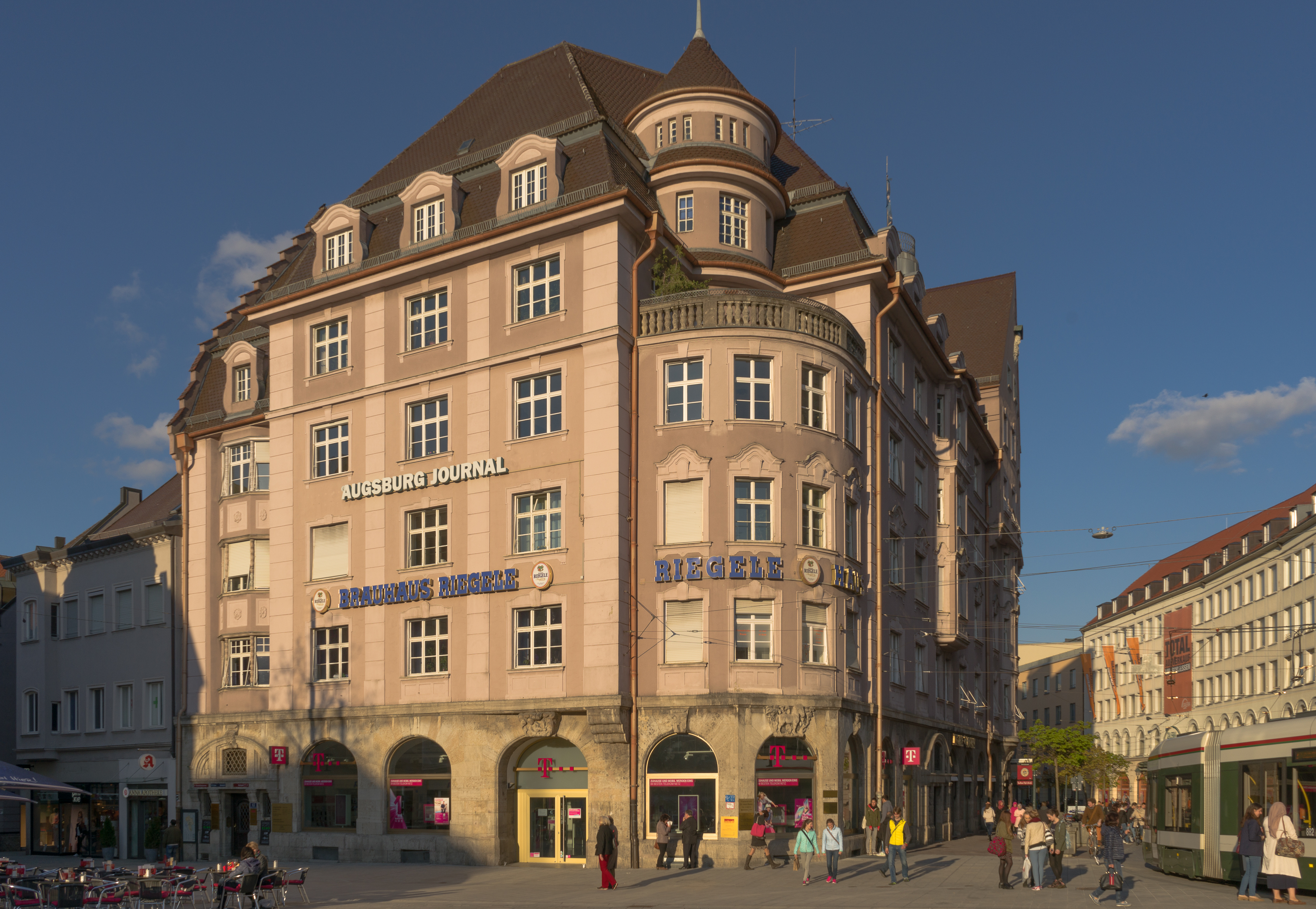
Die Einmündung vom Königsplatz in die Annastraße (links) und in die Bürgermeister-Fischer-Straße (rechts). An dieser Ecke steht das 1911 erbaute Riegelehaus.

Fischer plante als Bürgermeister ab 1897 in Augsburg eine Verbindungsstraße zwischen dem Königsplatz und dem Moritzplatz und damit der unteren Maximilianstraße. Dieses Großprojekt, für das 30 Gebäude abgerissen wurden, wurde erst nach seinem Tod realisiert. Die 1906 durchbrochene Straße trägt ihm zu Ehren den Namen Bürgermeister-Fischer-Straße. Vier Wohn- und Geschäftshäuser an dieser Straße stehen heute unter Denkmalschutz.